# Wifey
Wifey, ook bekend als Sandra Otterson, geboren als Sandra Melchin (Oregon City 15 mei 1965), is een Amerikaanse pornoactrice.
Wifey raakte bekend door de vele erotische clips die ze maakte met haar echtgenoot (Kevin Otterson). Het stel werd voornamelijk bekend door de website Wifey's World, die in januari 1998 online ging, aanvankelijk als uit de hand gelopen hobby. Het paar deelde daarvoor al intieme foto's op nieuwsgroepen als alt.binaries.pictures.erotica en verkocht reeds privévideo's. Het echtpaar leerde elkaar kennen op de middelbare school en trouwde omstreeks 1986. Het paar woont in Scottsdale en heeft kinderen.
Oorspronkelijk maakte Wifey enkel en alleen pornofilms met haar echtgenoot als tegenspeler. Omstreeks 2016 begon ze ook samen te werken met haar veel jongere minnaar 'Young Gun' en met andere mannen.
Wifey had in 2023 meer dan 400.000 volgers op Twitter c.q. X.